# Ugo di Ginevra

Stemma dei conti di Ginevra

Ugo di Ginevra (... – 20 novembre 1365) è stato un nobile francese, Signore d'Anthon e di Varey, dal 1308 alla sua morte e ultimo signore, per diritto di matrimonio della baronia di Gex, dal 1348 al 1355.

## Origine
Ugo, come viene ricordato nel testamento del padre, riportato nel documento n° REG 0/0/1/1594 degli Archives de l'Abbaye de Saint-Maurice, era il figlio maschio terzogenito del conte di Ginevra Amedeo II e, come conferma anche Le Grand dictionnaire historique, Volume 5, di sua moglie Agnese di Chalon ( † 1350 circa), figlia di Giovanni I di Chalon, conte di Chalon e d'Auxonne e della terza moglie, Laura di Commercy; il contratto di matrimonio fu concordato dal fratello di Agnese, Giovanni (come viene confermato dal documento n° REG 0/0/1/1215 degli Archives de l'Abbaye de Saint-Maurice), signore di Arlay, come conferma il documento nº 85 del Cartulaire de Hugues de Chalon (1220-1319). 

Secondo Le Grand dictionnaire historique, Volume 5, Amedeo II di Ginevra era il figlio terzogenito del Conte di Ginevra, Rodolfo e della moglie, Maria de la Tour du Pin) ( † dopo il 1266), figlia di Alberto III de la Tour du Pin, appartenente alla potente famiglia del Delfinato; il contratto di matrimonio è riportato nel documento nº 141 del Peter der Zweite, Graf von Savoyen, Markgraf in Italien, Volume 4, come conferma anche il documento n° REG 0/0/1/737 degli Archives de l'Abbaye de Saint-Maurice.

## Biografia
Nel 1306, suo padre, Amedeo II fece testamento, nominando erede universale il figlio primogenito, suo fratello, Guglielmo, mentre agli altri due figli maschi, Amedeo e Ugo, lasciava alcuni castelli, che dovevano essere venduti solo al conte o ai suoi eredi; nel caso Guglielmo fosse morto senza discendenza, Amedeo oppure Ugo gli sarebbero succeduti; il testamento è riportato nel documento n° REG 0/0/1/1594 degli Archives de l'Abbaye de Saint-Maurice, ricorda anche la moglie Agnese, a cui lascia l'usufrutto di tutti i suoi beni.
Secondo il Fasciculus temporis della Chronique de Genève 1303 1335 delle Preuves delle Mémoires et documents publiés par la Société d'histoire et d'archeologie, Volume 9, Amedeo II morì al castello di Vuache o di Bacho il 22 maggio 1308, e fu sepolto a Montagny due giorni dopo; anche il documento n° REG 0/0/1/1619 degli Archives de l'Abbaye de Saint-Maurice, riporta la morte del conte Amedeo II, confermando date e luoghi .
Ad Amedeo II succedette il figlio primogenito, Guglielmo, come Guglielmo III, che in quello stesso mese di maggio fu omaggiato come conte di Ginevra.
Secondo il documento n° 17948 del Regeste dauphinois, Ugo fu ricordato nel testamento del fratello, Guglielmo III, datato 1311, che destina a lui ed al fratello Amedeo una rendita annuale di 30 lire di Ginevra.
Ugo fu un nemico della casa rivale di Casa Savoia. Ebbe un ruolo importante nelle lotte Delfinato-Savoia del XIV secolo; in omaggio ai Delfini del Viennois, nel 1323 accettò di partecipare alla guerra contro i conti di Savoia.
Ugo (Hugoni de Gebennis Dom. de Antone et de Varey), secondo la Histoire de Dauphiné et des princes qui ont porté le nom de Dauphins, nel 1347, fu ricordato, con un lascito, nel testamento dell'ultimo barone de la Tour-du-Pin e delfino del Viennois e conte di Albon, Umberto II, che lo cita come parente (consanguineo  meo).
Nel 1348, la sua seconda moglie, Eleonora di Joinville, alla morte del fratello, Ugo di Joinville, ereditò la baronia di Gex, per cui Ugo, per diritto di matrimonio ne divenne il signore, come da K:\Etienne\Documents\HISTOIRE\G: Seigneurs de Joinville.

Nel 1353, il conte Verde, Amedeo VI di Savoia, pretese da Ugo l'omaggio per la baronia; e dato che Ugo non acconsentì, secondo Défendre la Bresse et le Bugey la occupò militarmente e Ugo, appoggiato dal delfino, Carlo, si oppose; allora la coalizione di Ugo ed il delfino si scontrò con Amedeo VI e, secondo Les papes d'Avignon et la Maison de Savoie : 1309-1409 fu sconfitta, nel 1354 ad Abrest, e, nell'anno seguente la baronia fu inglobata nella contea di Savoia. 
Nel 1363, secondo il documento Caput XXXVIII della Bibliotheca sebusiana, Ugo (Hugo de Gebennis miles dominus de Anthone et de Varey) compare un'ultima volta in un documento, inerente a una garanzia ad un monastero.
Ugo morì poco dopo, nel 1365, e nei suoi titoli gli succedette il figlio, Aimone.

## Matrimoni e discendenza
Ugo sposò nel 1308 la ricca ereditiera Isabella d'Anthon, figlia di Guichard VI d'Anthon e di Léonnette Thoire-Villars, come conferma il documento n° 21608 del Regeste dauphinois. 

Ugo da Isabella ebbe due figli: 
- Aimone o Aymon († 1369), che, in prime nozze, aveva sposato Beatrix de Montbel, e poi, secondo la Histoire généalogique de la maison de Vergy, in seconde nozze, Jeanne de Vergy, vedova di Geoffrey de Charny († 1356), e dopo la morte di Aimone, dopo aver indennizzato Jeanne de Vergy, tutti i titoli e le terre passarono a sua sorella Beatrice, che aveva sposato Federico II di Saluzzo[20]
- Beatrice o Beatrix († 31 agosto 1392), sposò Federico II di Saluzzo[20]

Ugo sposò, in seconde nozze, nel 1344, Eleonora, figlia di Guillaume de Joinville, come conferma anche la Histoire de Dauphiné et des princes qui ont porté le nom de Dauphins.

Ugo da Eleonora non ebbe figli.

## Ascendenza
|                         |                       |                               | Genitori                     |  |  | Nonni |  |  | Bisnonni                |  |  | Trisnonni              |  |
|                         |                       |                               |                              |  |  |       |  |  | Guglielmo II di Ginevra |  |  | Guglielmo I di Ginevra |  |
|                         |                       |                               |                              |  |  |       |  |  | Guglielmo II di Ginevra |  |  | Guglielmo I di Ginevra |  |
|                         |                       | Beatrice di Faucigny          |                              |  |  |       |  |  | Guglielmo II di Ginevra |  |  |                        |  |
| Rodolfo di Ginevra      |                       |                               |                              |  |  |       |  |  | Guglielmo II di Ginevra |  |  |                        |  |
|                         |                       | Alice de la Tour du Pin       | Alberto II de la Tour du Pin |  |  |       |  |  |                         |  |  |                        |  |
|                         |                       | Alice de la Tour du Pin       | Alberto II de la Tour du Pin |  |  |       |  |  |                         |  |  |                        |  |
|                         |                       | Alice de la Tour du Pin       | …                            |  |  |       |  |  |                         |  |  |                        |  |
| Amedeo II di Ginevra    |                       | Alice de la Tour du Pin       |                              |  |  |       |  |  |                         |  |  |                        |  |
|                         |                       | Alberto III de la Tour du Pin | …                            |  |  |       |  |  |                         |  |  |                        |  |
|                         |                       | Alberto III de la Tour du Pin | …                            |  |  |       |  |  |                         |  |  |                        |  |
|                         |                       | Alberto III de la Tour du Pin | …                            |  |  |       |  |  |                         |  |  |                        |  |
| Maria de la Tour du Pin |                       | Alberto III de la Tour du Pin |                              |  |  |       |  |  |                         |  |  |                        |  |
|                         |                       | …                             | …                            |  |  |       |  |  |                         |  |  |                        |  |
|                         |                       | …                             | …                            |  |  |       |  |  |                         |  |  |                        |  |
|                         |                       | …                             | …                            |  |  |       |  |  |                         |  |  |                        |  |
| Ugo di Ginevra          |                       | …                             |                              |  |  |       |  |  |                         |  |  |                        |  |
|                         | Stefano III d'Auxonne | Stefano II d'Auxonne          |                              |  |  |       |  |  |                         |  |  |                        |  |
|                         | Stefano III d'Auxonne | Stefano II d'Auxonne          |                              |  |  |       |  |  |                         |  |  |                        |  |
|                         | Stefano III d'Auxonne | Giuditta di Lorena            |                              |  |  |       |  |  |                         |  |  |                        |  |
| Giovanni d'Auxonne      | Stefano III d'Auxonne |                               |                              |  |  |       |  |  |                         |  |  |                        |  |
|                         |                       | Beatrice di Chalon            | Guglielmo III di Chalon      |  |  |       |  |  |                         |  |  |                        |  |
|                         |                       | Beatrice di Chalon            | Guglielmo III di Chalon      |  |  |       |  |  |                         |  |  |                        |  |
|                         |                       | Beatrice di Chalon            | …                            |  |  |       |  |  |                         |  |  |                        |  |
| Agnese di Chalon        |                       | Beatrice di Chalon            |                              |  |  |       |  |  |                         |  |  |                        |  |
|                         |                       | Simone II di Commercy         | …                            |  |  |       |  |  |                         |  |  |                        |  |
|                         |                       | Simone II di Commercy         | …                            |  |  |       |  |  |                         |  |  |                        |  |
|                         |                       | Simone II di Commercy         | …                            |  |  |       |  |  |                         |  |  |                        |  |
| Laura di Commercy       |                       | Simone II di Commercy         |                              |  |  |       |  |  |                         |  |  |                        |  |
|                         |                       | …                             | …                            |  |  |       |  |  |                         |  |  |                        |  |
|                         |                       | …                             | …                            |  |  |       |  |  |                         |  |  |                        |  |
|                         |                       | …                             | …                            |  |  |       |  |  |                         |  |  |                        |  |
|                         |                       | …                             |                              |  |  |       |  |  |                         |  |  |                        |  |

### Fonti primarie
- (FR)  Cartulaire de Hugues de Chalon (1220-1319).
- (LA)  (FR)  Archives historiques de l'Abbaye de Saint-Maurice.
- (LA)  Peter der Zweite, Graf von Savoyen, Markgraf in Italien, Volume 4.
- (LA)  Regesto dei Marchesi di Saluzzo.
- (LA)  Histoire de Dauphiné et des princes qui ont porté le nom de dauphins.
- (LA)  Bibliotheca sebusiana.
- (LA, FR)  Histoire généalogique de la maison de Vergy.
- (LA, FR)  #ES Mémoires et documents, Volume 9.

### Letteratura storiografica
- (FR)  Le Grand dictionnaire historique, Volume 5.
- (FR)  Regeste dauphinois.
- (FR)  Alexandre Malgouverné et Alain Mélo, Histoire du Pays de Gex, volume 1, des origines à 1601, Feigères-Peron, Intersections, 1986.
- (FR)  K:\Etienne\Documents\HISTOIRE\G: Seigneurs de Joinville.
- (FR)  Défendre la Bresse et le Bugey.
- (FR)  Les papes d'Avignon et la Maison de Savoie : 1309-1409.